# Ankieta Marcina Giersza w sprawie nazw miejscowych w Prusiech Wschodnich
Ankieta Marcina Giersza w sprawie nazw miejscowych w Prusiech Wschodnich (Mazury Pruskie) – zespół rękopisów autorstwa Marcina Giersza pozostający w zbiorach biblioteki Towarzystwa Naukowego w Toruniu. Zawiera zebrany w 2. połowie XIX wieku, fundamentalny z naukowego punktu widzenia i pierwszy tak obszerny, zbiór polskich nazw miejscowych z terenu Mazur, Warmii i Powiśla.
Całość zbioru oprawionego w tekturę obejmuje 127 kart (karty 1-104 są numerowane kolejno ołówkiem). Na zbiór składa się 21 listów pisanych przez pastorów z terenu Prus Wschodnich do Giersza i 9 listów Giersza. Wszystkie pozycje pisane są w języku niemieckim. Wyjątek stanowi brulion pisany po polsku przez Giersza dla Dziennika Poznańskiego. Pozostała część rękopisów to wykazy nazw miejscowych sporządzane z reguły przez pastorów. Zawierają one nazwy niemieckie miejscowości wraz z nazwą polską w przypadku pierwszym i drugim (np. Glognau i Głogno). Łącznie zebrano 2319 nazw, w tym 199 fizjograficznych z terenu powiatów: ostródzkiego, nidzickiego, suskiego, szczycieńskiego, węgorzewskiego, piskiego, kętrzyńskiego, olsztyńskiego, mrągowskiego, ełckiego, oleckiego i gołdapskiego. Na pracy Giersza w powyższym zakresie opierał się m.in. Wojciech Kętrzyński, który w odróżnieniu od Giersza korzystał głównie z literatury, a nie z osobistych kontaktów w terenie. Zbiór został po raz pierwszy opisany (wspomniany) naukowo przez Zygmunta Mocarskiego w publikacji Z zagadnień piśmiennictwa polskiego na Mazurach Pruskich w 1939 (Poznań).